# Лоди
Ло́ди (итал. Lodi, ломб. Lod, лат. Laus Nova, нем. Lauden) — коммуна в Италии, в регионе Ломбардия, центр провинции Лоди.
Население составляет 43 424 человека (2008 г.), плотность населения — 1059 чел./км². Занимает площадь 41 км². Почтовый индекс — 26900. Телефонный код — 0371.
Покровителем коммуны почитается святой Вассиан, празднование 19 января.

## Демография
Динамика населения:

## Известные жители
В Лоди родились:
- Франкино Гафури — теоретик музыки и композитор.
- Итало Гарибольди — военный деятель, генерал армии, командующий итальянскими войсками в СССР в 1942—1943 гг.
- Ада Негри — итальянская поэтесса и писательница.
- Марко Кадемосто (итал. Marco Cademosto) — поэт и рассказчик XVI века.
- Костео, Джованни (1528—1603) — итальянский врач и писатель эпохи Возрождения.

## Администрация коммуны
- Официальный сайт: http://www.comune.lodi.it

## Города-побратимы
- Констанц, Германия
- Лоди, США
- Оменья, Италия